# Tricomonas
Tricomonas (Trichomonas) [din greaca thrix, trikhos (τριχ, τριχός) = fir de par + monas (µονάς) = unitate] este un gen de protozoare flagelate parazite din ordinul Trichomonadida, clasa Zoomastigophorea, găsite în tractul intestinal și genito-urinar la diferite nevertebrate și vertebrate, inclusiv oameni, și caracterizat prin prezența unei pelte, unui axostil, unei membrane ondulante și a 3-5 flageli anteriori și care se mișcă prin unduirea membranei ondulante. În unele sisteme de clasificare, speciile cu trei flageli au fost alocate genului Tritrichomonas, cu patru flageli genului Tetratrichomonas, iar speciile cu cinci flageli genului Pentatrichomonas. Provoacă tricomonaza la om, primate și păsări.